# 480 a.C.

## Eventos

Batalha das Termópilas e avanço da frota Persa a Salamina

- 75a olimpíada: Astíalo de Crotona, vencedor do estádio. Ele havia vencido nas duas olimpíadas anteriores (488 a.C. e 484 a.C.).[1]
- Marco Fábio Vibulano, pela segunda vez, e Cneu Mânlio Cincinato, cônsules romanos.
- Batalha das Termópilas, opondo 300 espartanos ao exército persa.
- Batalha de Salamina, alguns dias antes de 2 de Outubro,[2] opondo a frota ateniense à persa
- Pleistarchus, foi feito rei da cidade grega de Esparta, m. 459 a.C.. Pertenceu à Dinastia Ágida.

## Nascimentos
- Eurípides, dramaturgo ateniense, segundo a tradição, no mesmo dia da Batalha de Salamina, na ilha desse mesmo nome (m. 406 a.C.).
- Protágoras de Abdera, filósofo (m. 410 a.C., datas aproximadas)
- Górgias de Leontini, filósofo (data aproximada)

## Mortes
- Leónidas I de Esparta, rei de Esparta, e os seus trezentos espartanos (mortos nas Termópilas).